# Zenón de Tarso
Zenón de Tarso fue un filósofo estoico griego, discípulo de Crisipo de Soli (78-5 a. C). Estudió también con Diógenes de Babilonia y Antípatro de Tarso. 
Posiblemente provenía de Tarso de Cilicia (centro-sur de la actual Turquía).
Sus puntos de vista sobre el estoicismo son desconocidos, pero él sucedió a Crisipo. A Zenón le sucedió por un tiempo Diógenes de Babilonia, pero el tiempo de su enseñanza es desconocido.
Parece que aceptaba todas las doctrinas estoicas excepto la conflagración final del universo.